# John Kiriakou

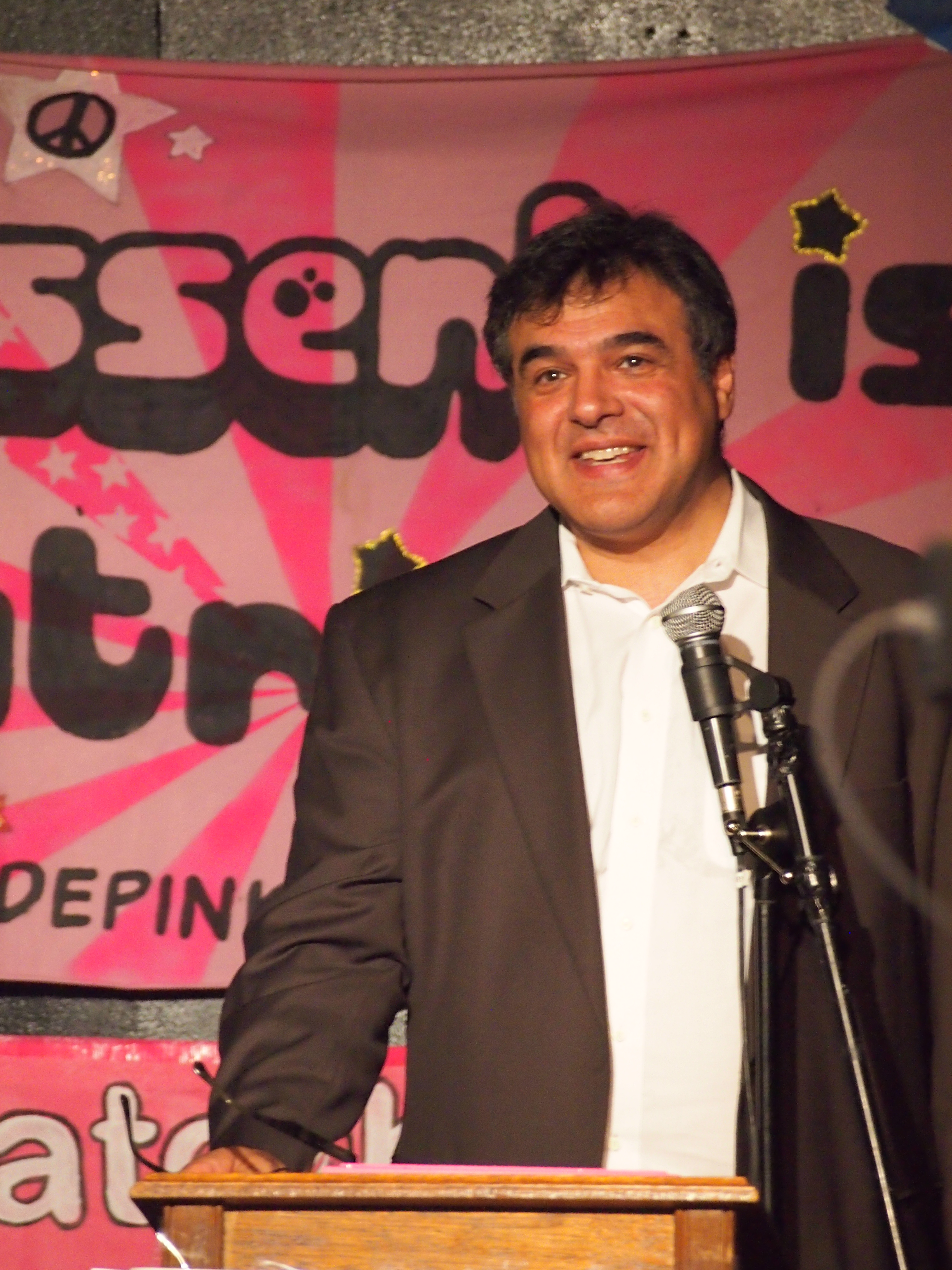
John Kiriakou (2015)

John Kiriakou (* 9. August 1964 in Sharon (Pennsylvania)) ist ein ehemaliger US-amerikanischer Geheimdienstler. Er war als Mitarbeiter der Central Intelligence Agency 2002 an der Ergreifung von Abu Subaida in Pakistan beteiligt und hat 2007 gegenüber Medien Aussagen über das Folterprogramm der CIA gemacht. Diese Aussagen wurden seitdem als unzutreffend entlarvt. Kiriakou wurde im Januar 2013 wegen Verletzung von Dienstgeheimnissen gegenüber der Presse verurteilt.
Kiriakou trat Ende 2007, als in der US-Öffentlichkeit eine Debatte über Folter an Gefangenen der CIA geführt wurde, im Fernsehsender ABC auf und sprach über Waterboarding und andere Methoden, die er ausdrücklich als Folter bezeichnete. In den folgenden Tagen und Wochen war er ein häufiger Gast in den Medien. Er war 2002 als CIA-Analytiker an der Operation beteiligt, die den al-Qaida-Terroristen Abu Subaida in Pakistan aufgespürt hatte. Subaida war nach der Festnahme in einem Geheimgefängnis in Thailand inhaftiert und gefoltert worden. Kiriakou erzählte in der Sendung, dass Subaida nach 30 bis 35 Sekunden Waterboarding zusammengebrochen sei und anschließend wertvolle Aussagen gemacht hätte. Kiriakou war jedoch nicht selbst an den Verhören beteiligt, auch nicht vor Ort, sondern hielt sich in den USA auf und hatte sein Wissen aus offiziellen und inoffiziellen Berichten. Er sagte explizit, dass die Folter notwendig gewesen sei und Resultate gebracht habe. Andererseits lehnte er die Fortsetzung der Methoden ab, weil zum damaligen Zeitpunkt keine Notwendigkeit mehr für derartige Maßnahmen gegeben war.
Seine Aussagen stellten die Foltermethoden als erfolgreich dar und rechtfertigten sie so. Kiriakou war der einzige CIA-Mitarbeiter, der öffentlich über diese Methoden sprach. Nach seinen Medienauftritten wurde Kiriakou zunächst als Berater für nationale Sicherheit bei ABC angestellt, seit Frühjahr 2009 arbeitete er für den US-Senat. Er galt diversen Medien als Whistleblower.
Im Januar 2012 wurde Kiriakou beschuldigt, geheime Informationen, darunter die Namen von verdeckt arbeitenden CIA-Mitarbeitern, an Journalisten weitergegeben zu haben. Im Oktober 2012 räumte Kiriakou in einem Plea Bargain die Schuld an einem Teil der ihm vorgeworfenen Taten ein. Er wurde im Januar 2013 zu 30 Monaten Haft verurteilt.
Nachdem seit 2009 verschiedene interne Berichte der CIA bekannt geworden waren, erhoben sich Zweifel an der Korrektheit der Aussagen von Kiriakou.
Im Februar 2015 wurde Kiriakou aus der Haft entlassen.

## Auszeichnungen
Kiriakou wurde 2016 mit dem Sam Adams Award geehrt.

## Schriften
- Gemeinsam mit Joseph Hickman: The Convenient Terrorist, Skyhorse Publishing, New York 2017, ISBN 978-1-5107-1164-8